# Борис Елцин
Борис Николаевич Елцин (Бори́с Никола́евич Е́льцин, [bɐˈɾʲis nʲɪkɐˈɫaɪvʲɪtɕ ˈjelʲtsɨn]) е първият президент на Руската федерация. По времето на СССР е президент на РСФСР. Непосредствено след разпадането на СССР заема ръководния пост на Руската федерация. Избран е за президент за 2 последователни мандата. Умира на 76 години на 23 април 2007 г.
Първоначално Елцин е поддръжник на Михаил Горбачов, но след проведените реформи, познати като Перестройка, бъдещият президент на Русия става най-големият политически противник на лидера на СССР. На 20 май 1990 г. Елцин е избран за председател на Върховния съвет на СССР. На 12 юни 1991 г. е избран чрез свободни избори за новоучредения пост: президент на Руска съветска федеративна социалистическа република (РСФСР), която по това време е една от 15-те републики в рамките на СССР. Елцин печели 57% от вота на избирателите, в надпревара с още петима кандидати. След оттеглянето на Горбачов и окончателния разпад на СССР на 25 декември 1991 г. Елцин запазва поста си на президент на Руската федерация, държавата наследник на СССР. През 1996 г. Борис Елцин е преизбран, като на балотажа побеждава с разлика от 13% лидера на обновената Комунистическа партия Генадий Зюганов.
Елцин реформира руската социалистическа планова икономика в капиталистическа пазарна икономика и въвежда икономическа шокова терапия, либерализация на цените и програми за приватизация. Именно заради масовата приватизация голяма част от руското национално богатство попада в ръцете на малка група от хора, наречени олигарси. По-голямата част от управлението на Елцин е маркирана от инфлация, широко разпространена корупция, икономически колапс и огромни икономически и социални проблеми, които засягат както Русия, така и всички останали бивши социалистически държави в Европа. Още в началото на управлението на Елцин много от неговите политически поддръжници се обръщат срещу него, като дори вицепрезидентът Александър Руцкой обявява реформите за „икономически геноцид“.
На 31 декември 1999 г. Елцин прави изненадващо изявление, в което обявява, че се оттегля от поста си, като за свой наследник избира министър-председателя Владимир Путин.

## Детство и юношество
Роден е в село Бутка в Свердловска област в семейството на разкулачени селяни на 1 февруари 1931 г. През 1932 г. семейството на Елцин се мести в Казан, където бащата Николай Елцин започва работа като работник по строежи. През 1934 г. Николай е обвинен в антикомунистическа агитация и осъден на 3 години общественополезен труд в ГУЛАГ. След освобождаването си Николай мести семейството си в град Березники през 1936 г., където отново работи по строителни обекти, докато неговата съпруга Клавдия работи като шивачка.
Борис Елцин започва да учи в гимназия „Пушкин“ в Березники, където се увлича по различни спортове (ски, гимнастика, волейбол и борба), въпреки че губи два пръста на лявата си ръка, когато заедно със свои приятели Борис краде няколко гранати от военен склад.
През 1955 г. се дипломира като строителен инженер от Уралския политехнически институт в Свердловск.

## Професионална, партийна и политическа дейност
- След завършване на образованието си усвоява строителни специалности, работи на обекти като майстор, началник на обект, главен инженер. През 1961 г. става член на КПСС. През 1963 година е назначен за главен инженер, а после – за началник на Свердловския домостроителен кабинет.
- През 1968 г. започва партийната си кариера в Свердловския комитет на КПСС като началник на отдела по строителството. През 1975 г. е избран за секретар на Свердловския комитет на КППС, отговарящ за промишленото развитие на областта.
- През 1976 г. по препоръка на Политбюро на ЦК на КПСС е избран за първи секретар на Свердловския комитет на КПСС. Заема тази длъжност до 1985 г. Осъществява проект за построяване на магистрала, съединяваща Свердловската област със северните области, има значителен принос в настаняването в нови жилищни сгради на гражданите в затруднено жилищно положение.
- В периода 1978 – 1989 е депутат на Върховния съвет на СССР.
- През 1985 г. тогавашният генерален секретар на ЦК на КПСС Михаил Горбачов го предлага и е избран за секретар на ЦК на КПСС по строителството.
- През декември 1985 г. чрез по на Политбюро при ЦК на КПСС е назначен за първи секретар на Московския градски комитет на КПСС. Елцин става популярен благодарение на популистките си разходки в обществения транспорт (по примера на Горбачов), проверките на магазини и складове, както и с допускането на относителна свобода на словото в града. Организира голям панаир в Москва.

## Отцепник
На 10 септември 1987 г. след доклад на Егор Лигачов в Политбюро по повод на две малки демонстрации, които са били проведени без разрешение, Елцин изпраща на Михаил Горбачов писмо, съдържащо неговата оставка като член на Политбюро, както и подробно описание на причините, довели това решение. Горбачов по това време е на почивка на Черноморието и остава много изненадан от решението на Елцин. Никога дотогава член на Политбюро не е подавал оставка доброволно. Горбачов не приема оставката, като не обръща особено внимание на писмото. На 27 октомври на редовно заседание на ЦК на КПСС Елцин остава разочарован от факта, че Горбачов не е обърнал внимание на нито един от проблемите, които са посочени като причина за оставката. За това Елцин държи реч пред целия комитет, в която изразява своето недоволство от сервилността на генералния секретар и го критикува за бавния темп, с който се провеждат социалните реформи. Това е сензационен прецедент. Никога дотогава никой не е напускал доброволно Политбюро. Нещо повече, абсолютно никой не си е позволявал дързостта открито да критикува лидера на партията, и то пред Централния комитет. За последно подобен случай е имало през 1920 г. В отговор Горбачов обвинява Елцин в „политическа незрялост“ и „абсолютна безотговорност“. Никой в Централния комитет не си позволява да подкрепи Елцин.
Няколко дни по-късно информацията за конфликта между Елцин и Горбачов изтича и става достояние на обществеността. Из обществото започват да циркулират различни версии за скандала и това е и началото на възхода на Елцин като отцепник от комунистическата власт и самостоятелен лидер. На 11 ноември 1987 г. Горбачов свиква среща на Московския партиен комитет, чийто главен секретар е Елцин. Два дни по-рано Елцин е направил опит за самоубийство и е в тежко състояние. Въпреки това Горбачов нарежда да присъства лично на пленума, където главният секретар на московския партиен комитет е отстранен от поста. Елцин никога не прощава на Горбачов „неморалното и нечовешко отношение“.
На 18 ноември 1987 г. Борис Елцин е избран за първи заместник-председател на Държавния комитет по стоителство на СССР – министър член на Правителството на СССР.
До февруари 1988 г. Борис Елцин е отстранен от всички партийни постове, които заема, но остава член на ЦК на КПСС. След възстановяването си от опита за самоубийство, той започва активно да критикува Горбачов, като за основен аргумент посочва бавните и неефективни икономически и социални реформи. В отговор Политбюро започва активна кампания за уронване престижа на Елцин пред обществеността, използвайки примери за негово неадекватно поведение. Появяват се различни медийни материали, показващи го във видимо нетрезво състояние. Въпреки това, всеобщото народно неодобрение срещу правителството е толкова голямо, че тези материали само допълнително повишават популярността на Елцин сред хората.
На 26 март 1989 г. Борис Елцин е избран в новосформирания Конгрес на народните депутати от Съветския съюз, като представител на Московския избирателен район. Той печели цели 92% от гласовете на избирателите. Няколко седмици по-късно е избран от депутатите за член на Върховния съвет на Съветския съюз. На 19 юли 1989 г. Елцин обявява създаването на радикалната про-реформистка фракция в рамките на Конгреса, а именно Интер-регионалната група. 10 дни по-късно е избран за един от петимата съпредседатели на фракцията.

## Президент на РСФСР
На 4 март 1990 г. Елцин отново е избран за народен представител в Конгреса на народните депутати, този път като кандидат от Свердловска област. На 29 май е избран от конгреса за председател на Върховния съвет на РСФСР, въпреки че Горбачов лично призовава депутатите да не избират Елцин. Той получава подкрепа от демократичните и от консервативните членове на Върховния съвет, които по това време са в битка за политическа власт. Част от тази битка е противопоставянето между политиците от РСФСР и СССР. На 12 юни, в опит да надделеят в борбата, депутатите представители на РСФСР в Конгреса приемат декларация, обявяваща независимост на руската република. Точно един месец по-късно, в реч изнесена на XXVIII конгрес на КПСС, Елцин обявява своето оттегляне от комунистическата партия.
На 12 юни 1991 г. Елцин е избран за президент на РСФСР, като печели 57% от вота на избирателите. Негов основен опонент е подкрепеният от Горбачов кандидат, Николай Рижков, който печели само 16%. По време на кампанията си Елцин критикува „диктатурата на центъра“ и привилегиите, които има комунистическата номенклатура. На 10 юли Елцин встъпва в длъжност и посочва Иван Силаев за председател на Съвета на министрите – правителството на РСФСР. С един от първите си укази като президент, Елцин ликвидира партийните организации в предприятията.
На 18 август 1991 г. недоволни членове на правителството на СССР и военни стартират така наречения Августовски пуч. Това е опит за държавен преврат, воден от вицепрезидента на СССР Генадий Янаев, министъра на вътрешните работи на СССР Борис Пуго, министъра на отбраната на СССР Дмитрий Язов и началника на КГБ Владимир Крючков, както и от други влиятелни комунистически лидери. Четиримата изключително влиятелни политици и стари членове на комунистическата партия решават да използват позициите си и да свалят от власт Горбачов, който по това време е президент на СССР. Горбачов е задържан от силите на КГБ в резиденцията си на п-в Крим. В Москва и Ленинград са овладени най-важните пунктове за масово осведомяване и са задържани, считани за „опасни“ реформистки политици. По неизвестни причини Елцин не е арестуван, което се оказва сериозна грешка. На 19 август, заедно с Иван Силаев и председателя на Върховния съвет на СССР Руслан Хасбулатов, Елцин изнася драматична реч от купола на танк, пред хиляди граждани на Москва, в която отхвърля антиконституционния преврат. Това се случва точно пред сградата на правителството в Москва, която е обградена от военни, изпратени от лидерите на преврата. Те обаче нареждат изтегляне на войските, опасявайки се от възможността за масови кръвопролития. До 21 ситуацията е овладяна и Горбачов се връща в Москва. Най-големи дивиденти от Агустовския пуч извлича Борис Елцин, който е приветстван в цял свят заради изграждането на съпротива срещу опита за връщане на стария режим на управление. Въпреки че Горбачов е върнат на своята позиция, той на практика е политически унищожен. Една по една всичките политически структури в РСФСР спират да му се подчиняват, като от това се възползва Елцин, който постепенно овладява министерство по министерство цялата власт в Москва.
В началото на декември 1991 г. Украйна обявява независимост от Съветския съюз. На 8 декември Елцин се среща с украинския президент Леонид Кравчук и беларуския лидер Станислав Шушкевич. Тримата президенти подписват Беловежко споразумение, с което официално става факт разпадането на СССР и създаването на негово място на Общност на независимите държави. Според Горбачов, Елцин е пазел плановете за създаването на ОНД в пълна секретност от народа. Горбачов обвинява руския президент, че е потъпкал волята на хората, чието мнозинство е гласувало положително в референдум за запазването на Съветския съюз.
На 12 декември 1991 г. Върховният съвет на РСФСР ратифицира Беловежкото споразумение и денонсира споразумението от 1922 г., с което е създаден СССР. Също така е наредено на руските депутати в парламента на СССР да напуснат работата си и да оставят институцията без кворум. Така най-голямата република в рамките на СССР окончателно се отделя.
На 17 декември на среща с Елцин Горбачов приема статуквото и се съгласява с разпада на СССР. На 24 декември със съгласието на всички републики от ОНД, Руската федерация заема мястото на СССР в ООН. На следващия ден Горбачов подава оставка като президент на Съветския съюз, слагайки окончателен край на съществуването на първата и най-силна комунистическа държава, която е съществувала. В резултат на това в следващите години икономическите и политическите отношения между бившите съветски републики силно се компрометират, а милиони етнически руснаци остават малцинство в новообразуваните държави.

## Президент на Руската федерация

### Първи мандат

#### Радикални реформи
Само няколко дни след разпадането на СССР Борис Елцин решава да започне програма за радикални икономически реформи, с цел преструктуриране на икономическата система – превръщане на най-голямата съществуваща планова икономика в икономика на свободния пазар. По време на ранните дискусии по темата икономическите съветници на президента дебатират относно скоростта и последователността, в която трябва да се направят реформите. Ясно се очертават два лагера – на тези, които са за незабавни и бързи реформи, и на тези, които са за бавни и постепенни промени в икономиката.
В края на 1991 г. Елцин се търси съвети от западни специалисти и институции като Международния валутен фонд, Световната банка и Министерството на финансите на САЩ, които вече са изградили стандартен план за преструктуриране на икономики още в края на 80-те. Този план се нарича Вашингтонски консенсус или шокова терапия – комбинация от мерки насочени към либерализиране на цените и стабилизиране на държавния бюджет. Подобни мерки вече са били успешно приложени в Полша и защитниците на плана твърдят, че той може да се осъществи и в Русия. Някои руски политици са скептични относно метода на шокова терапия, но подходът е харесан от 35-годишния министър на икономическото развитие и малко по-късно временен министър-председател на Русия – Егор Гайдар.
На 2 януари, по съветите на Гайдар, Елцин нарежда пълна либерализация на външната търговия, цените и валутата. По същото време Елцин води и политика на „макроикономическа стабилизация“ – крайна програма за контрол на инфлацията. Според тази програма лихвените проценти са завишени с цел да се ограничи кредитирането. За да приведе държавните разходи и приходи в равновесие, Елцин вдига данъците и спира държавното субсидиране на индустрията. Направени са и много съкращения в бюджетите за социална политика.
В началото на 1992 г. Русия изпада в дълбока икономическа криза. Цените скачат до небето, а дълбоката кредитна криза затваря много предприятия. Реформите смъкват драстично стандарта на живот сред населението и по-специално сред хората, които са разчитали на доходи идващи чрез стария режим на икономиката. През 90-те години брутния вътрешен продукт спада с 50%, цели сектори от икономиката са напълно съсипани, което води до невиждани нива на безработица. Хиперинфлацията унищожава спестяванията на милиони руснаци, които затъват в бедност.
Според много икономисти, кризата в която изпада Русия е много по-тежка от кризата, в която изпадат САЩ и Германия по време на Голямата депресия. Водещите руски икономисти, а и някои западни обвиняват Елцин за критичната ситуация, в която изпада Русия през 90-те години. Много политици бързо се дистанцират от политиката на руския президент. Дори вицепрезидентът Александър Руцкой нарича реформите „икономически геноцид“. До 1993 г. конфликтът между Елцин и противниците на радикалните икономически реформи ескалира в конституционна криза.

#### Конституционна криза
През цялата 1992 г. Елцин води битка с Върховния съвет на Русия за контрол над правителството. През 1992 г. председателят на Върховния съвет Руслан Хасбулатов започва да оказва опозиция срещу икономическите реформи, макар и да подкрепя общите цели на Елцин. През декември седмият Конгрес на народните депутати не приема представения от Елцин за нов мандат кандидат министър-председател Егор Гайдар. Все пак, в крайна сметка е постигнато споразумение Между Елцин и Хасбулатов, посредством председателя на конституционния съд Валери Зоркин. Според споразумението трябва да бъде проведен национален референдум за нова конституция, парламентът и Елцин ще трябва да изберат новия министър-председател с одобрението на Върховния съвет, парламентът ще трябва да направи конституционни промени, сменящи баланса между законодателна и изпълнителна власт. В крайна сметка на 14 декември за министър-председател е назначен Виктор Черномирдин.
Конституционната криза ескалира, когато парламентът не изпълнява задължението си да организира референдум. В отговор Елцин прави телевизионно изявление на 20 март 1993 г., в което казва, че ще вземе „специални мерки“, за да осъществи своите реформи. Няколко дни по-късно набързо свиканият девети Конгрес на народните депутати прави опит да свали Елцин от поста му, чрез процедура на импийчмънт. Опонентите на Елцин събират около 600 подписа, но в крайна сметка не им достигат 72 за да могат да постигнат мнозинство от 2/3.
Междувременно е проведен референдум на 25 април, чиито противоречиви резултати са изтълкувани от Елцин като подкрепа за неговата политика и реформи.
През лятото на 1993 г. се получава ситуация на двувластие в Русия. През месец юли в Челябинска област се появяват две отделни една от друга управляващи администрации. Става така, защото Елцин не признава назначения от парламента управител на региона. Моментната ситуация в Русия коментирана по следния начин: „Президентът издава декрети все едно няма Върховен съвет, а Върховния съвет суспендира декрети все едно няма президент“. На 21 септември в телевизионно обръщение Елцин обявява, че разпуска Върховния съвет и Конгреса на народните депутати чрез декрет. Той заявява, че ще управлява посредством декрети до избирането на нов парламент и правителство. В следващите 3 дни Конституционният съд обявява заключението си по повод действията на президента, обявявайки ги за противоконституционни, и излиза с решение за предсрочно прекратяване на пълномощията на президента и поемането на поста от вицепрезидента Руцкой. Обявява събирането на X (извънредно) Събрание на народните депутати. Парламентарните лидери организират масови протести и шествия. Десетки хиляди московчани се събират по улиците и протестират срещу управлението на Елцин. До началото на октомври обаче президентът си е осигурил подкрепата на армията и на министъра на вътрешните работи. С тяхна подкрепа Елцин обявява извънредно положение в Москва нарежда атака над сградата на парламента. Домът на съветите е атакуван с бронирана техника, което води до много жертви. Ръководството на Висшия съвет, Руцкой и много депутати са арестувани.
През декември 1993 г. се провеждат парламентарни избори за новоучредената Държавна дума. Кандидатите, свързани с Елцин, са победени от комунистите и ултранационалистите. Успоредно с това се провежда и референдум, който потвърждава новата конституция, която значително увеличава правомощията на руския президент, давайки право на Елцин да избира членовете на правителството, да освобождава министър-председателя и в някои определени случаи да разпуска Думата.

#### Чечня
През декември 1994 г. Елцин нарежда военна инвазия в обявилата независимост от Русия Чеченска република Ичкерия. Целта на президента е възвръщане на пълния контрол над кавказката република. Първата чеченска война продължава от декември 1994 г. до август 1996 г., като кулминацията е опустошителната битка за столицата на Чечня – Грозни. Въпреки огромното си превъзходство в жива сила и въоръжение руската армия не успява да установи траен контрол над Грозни и е отблъсната от Кавказките планини от партизанските сили на Джохар Дудаев. Дълго проточилата се непродуктивна военна кампания води до широко деморализиране сред руските военни и консолидира широка обществена опозиция срещу Борис Елцин. Руският президент се принуждава да търси примирие с чеченците и да изтегли всичките си войски от разрушения Грозни. Мирното споразумение от 1996 г. гарантира почти пълна автономност на Чечня, но не и абсолютна независимост.

#### Приватизация и възход на олигарсите
След разпада на СССР, Елцин насърчава масовата приватизация като начин за разпределение на собствеността на предишните държавни предприятия. По този начин той очаква да получи подкрепа за своите радикални икономически реформи. На Запад специалистите виждат в приватизацията основният начин за бърз преход към пазарна икономика в бившите социалистически държави. В началото на 90-те години заместник министърът на икономиката Анатолий Чубайс става основен поддръжник и отговорник за приватизацията в Русия.
В началото на 1992 г. Елцин стартира програма за масова приватизация чрез безплатни ваучери. Според тази програма всички руски граждани имат право на такива ваучери, като всеки е с номинална стойност от 10 000 рубли. Посредством тези ваучери могат да се купуват дялове от определени предприятия. Въпреки че първоначално всички граждани получават равно количество от ценните хартии, много бързо повечето от тях се струпват в ръцете на посредници и инвеститори, плащащи за тях в брой.
През 1995 г. Елцин усилено се опитва да намери средства за да обслужва външния дълг на Русия. Същевременно с това, той се опитва да намери и политическа подкрепа и финансиране на кандидат президентската си кампания от набиращия сила руски бизнес елит. Поради тези две причини, Елцин пуска за приватизация дялове от някои от най-ценните държавни предприятия в замяна на банкови заеми. Този ход се представя като начин за ускоряване на приватизацията и за осигуряване на така нужния за правителството финансов ресурс.
В крайна сметка сделките на практика се оказват разпродаване на безценица на ценни държавни активи, като купувачите са малка група от съмнителни магнати в сферите на индустрията, енергетиката, телекомуникациите и медиите. Тези хора стават популярни като „олигарси“. До средата на 1996 г. една огромна част от руските големи фирми и предприятия се държи от шепа хора. Един от тях е Борис Березовски, който държи основни дялове в няколко банки и национални медии. Березовски е и един от най-големите поддръжници на Елцин. Заедно с Березовски, Михаил Ходорковски, Владимир Потанин, Владимир Богданов, Рем Вяхирев, Виктор Векселберг, Михаил Фридман, Александър Смоленски, малко по-късно и Роман Абрамович често са споменавани в руски и чуждестранни медии като „олигарси“

### Президентската кампания от 1996 г.
През февруари 1996 г. Борис Елцин обявява своето намерение да се кандидатира за втори мандат като президент на Руската федерация. Това се случва след множество спекулации и твърдения, че неговата политическа кариера е приключила заради влошаващото му се здраве. По това време Елцин се възстановява от серия сърдечни удари. Руски и международни наблюдатели забелязват спада във формата му, а когато започва кампанията през 1996 г., рейтингът му е близо до нула. Междувременно опозиционният лидер на Комунистическата партия Генадий Зюганов набира популярност, особено след успеха на партията му на парламентарните избори от 1995 г. В своята кампания Зюганов припомня старите моменти на престиж на международно ниво и старият социалистически ред в СССР. Това му печели много привърженици, особено в селските и работническите райони на Русия.
През лятото на 1996 г. Елцин сменя своя предизборен екип, давайки основна роля в него на своята дъщеря Татяна Дяченко, а Анатолий Чубайс става ръководител на предизборния щаб. Действащият президент наема и американска PR агенция, която се справя блестящо със задачата си – Елцин посещава дискотеки и клубове, танцува, пее, което му възвръща народните симпатии. Не са маловажни и визитите в невралгични за Русия точки като Чечня и Далечния изток. По същото време Чубайс в ролята си на основен съветник по въпросите за приватизацията използва своя политически пост като инструмент в кампанията. Той привлича в кампанията някои финансови и медийни олигарси, които осигуряват стабилен финансов гръб и медиен комфорт за Елцин. В замяна Чубайс позволява на бизнесмените да придобият мажоритарни дялове в някои от най-ценните държавни активи на Русия.
За да възвърне своята популярност, Елцин обещава да изостави някои от своите непопулярни икономически реформи, да увеличи социалните разходи, и да приключи войната в Чечня. Кампанията получава тласък след обявяването на заем от 10 милиарда долара, който правителството на Елцин получава от Международния валутен фонд.
В крайна сметка след изборите от 16 юни 1996 г. няма убедителен победител. Елцин и Зюганов са първи и втори и участват на балотаж насрочен за 3 юли. На балотажа при избирателна активност от 68,9%, Елцин печели 53,8% от вота, а Зюганов – 40,3%. Останалите 5,9% гласуват „против всички“.

### Втори мандат
Няколко дни след като Борис Елцин печели втория си мандат, лекарите му откриват сърдечно заболяване. Поради тежкото състояние на президента и предстоящата му сърдечна операция той трябва да назначи временно изпълняващ длъжността. За поста е посочен Виктор Черномирдин.

#### Икономическа криза от 1998 г.
По времето на своето управление като президент на Русия, Елцин получава около 400 милиарда долара субсидии от Международния валутен фонд и други организации. Някои противници на Елцин твърдят, че той и неговите приближени са откраднали голяма част от тези пари.
През 1998 г. правителството на Елцин обявява мораториум върху плащанията на своите дългове. Това дава повод за паника на финансовите пазари и срив на рублата. Инфлацията стига до 84 %, а много от големите руски банки фалират. Цените на всички хранителни продукти скачат със 100 %. Икономическата криза прераства и в политическа такава когато за период от няколко месеца са сменени двама министър-председатели. Първо Черномирдин е сменен със Сергей Кириленко, а след като последният не успява да се справи с икономическата ситуация, на поста му е назначен Евгений Примаков.

#### Косовска война
По време на Косовската война от 1999 г. Елцин твърдо се противопоставя на военната кампания на НАТО срещу Югославия и предупреждава за възможна руска намеса, ако НАТО разположи сухопътни войски в региона. В свой телевизионен коментар той казва: „Казах на НАТО, американците и немците: Не ни тласкайте към военни действия. В противен случай ще има европейска, а вероятно и световна война“.

#### Опит за импийчмънт
На 15 май 1999 г., след като два дни преди това е освободил кабинета на Примаков, Елцин оцелява след нов опит да бъде свален от власт. Този път обединените сили на демократи и комунисти правят опит за импийчмънт в Държавната дума. Действащият президент е обвинен в няколко противоконституционни дейности, включително подписването на Беловежкото споразумение от 1991 г., кризата от октомври 1993 г. и стартирането на войната в Чечня през 1994 г. Нито едно обаче от тези обвинения не успява да събере 2/3 мнозинство в парламента, което е нужно за стартиране на процедура по импийчмънт.
На 9 август Елцин освобождава за четвърти път управляващо правителство, този път начело със Сергей Степашин. На мястото на Степашин за поста министър-председател е назначен Владимир Путин, който по това време е сравнително неизвестна и непопулярна личност в Русия. Путин е посочен и като евентуален наследник на Елцин. Поради усложнената ситуация в Чечня, по съвет на Путин, Елцин започва серии от контра терористични операции. Те стават причина за нарастването на популярността на Путин.

#### Оставка
На 31 декември 1999 г. в изненадващо телевизионно новогодишно обръщение към народа, Елцин обявява своето оттегляне от поста президент на Руската федерация и посочва Владимир Путин за свой наследник до изборите на 26 март 2000 г. В своята реч Елцин моли за прошка за грешките, които е допуснал по времето на своето управление и заявява, че Русия има нужда от нови политически лидери през новото хилядолетие. „Моля за прошка за това, че не успях да осъществя мечтите на хората, които вярваха, че ще успеем с един скок да преминем от сивия тоталитаризъм, в светлото, богато и цивилизовано бъдеще.“

## След оставката
След оставката си Елцин почти изчезва от публичното пространство. Въпреки това на 13 септември 2004 г. след терористичния акт в Беслан, президентът Путин стартира инициатива за заместване на изборите за губернатори на области със система, чрез която президентът лично ще ги посочва. Елцин заедно с Михаил Горбачов публично критикува плана на Путин, като заявява, че това е стъпка назад в прехода към демокрация и връщане на централизираната власт от комунистическата епоха.
През септември 2005 г. Елцин заминава на почивка на остров Сардиния, където се възстановява след фрактура на бедрената кост. На 1 февруари 2006 г., по повод 75-годишнината му, Елцин е награден с църковния орден на Димитрий Донски, който се присъжда на ветерани от Втората световна война, но също и на хора, допринесли за „защитата на Отечеството“.

## Здравословни проблеми
Още от началото на 90-те години Елцин страда от сърдечни проблеми, които го притесняват до края на живота му. През 1994 г. той получава сърдечен удар, а през 1996 г. след нова серия от сърдечни удари е принуден да претърпи операция за поставяне на петорен байпас. През 2007 г. като причина за смъртта на Елцин е записано „остра сърдечна недостатъчност“.
Според множество източници Елцин страда и от хроничен алкохолизъм. Често пъти видимо неадекватното му поведение по време на официални срещи е обект на коментари в медиите. Според бившия заместник министър-председател на Русия Борис Немцов странното поведение на Елцин се дължи на силни лекарства, предписани от лекари в Кремъл, които са несъвместими дори и със съвсем малко количество алкохол. Този коментар е дискутиран в медиите след визита на Елцин в Швеция, когато президентът изведнъж започва да говори несвързано, губи равновесие и пада от подиум.
Според интервюто на историка Тейлър Бранч с Бил Клинтън, по време на своята визита във Вашингтон през 1995 г. Елцин е открит на Пенсилвания Авеню пиян и по бельо, опитвайки се да спре такси, за да си поръча пица.
Личните и здравословни проблеми на Елцин получават широк отзвук в международната преса. В късните години на своето управление той все повече започва да бъде считан за един по-скоро слаб и нестабилен лидер, отколкото за вдъхновяващата личност, за която някога е бил смятан.

## Смърт
Борис Елцин умира от остра сърдечна недостатъчност на 23 април 2007 г. на 76-годишна възраст. Според експерти, цитирани от „Комсомолская правда“, влошаването на състоянието на Елцин започва след посещение в Ливан между 25 март и 2 април. Елцин е погребан в Новодевическото гробище на 25 април след кратък период, в който тялото му е изложено за поклонение в катедралата Христос Спасител в Москва.
Борис Елцин е първият лидер на Русия след Александър III, погребан с църковна церемония.
Президентът Путин обявява 25 април за ден на национален траур. В цялата държава националните флагове са свалени наполовина, а развлекателните програми са спрени за един ден.

## Интересни факти
- Руски и световни медии често са коментирали проблемите на Елцин с алкохола, които понякога са били причина за дипломатически скандали и според лекуващите му лекари са довели до нуждата от операция на сърцето.
- Интересен факт е, че на бившия президент на Русия Елцин е кръстена марка водка.
- През 2000 г. е провъзгласен от Йерусалимския патриарх Диодор (14.08.1923 Вронтадос, о-в Хиос, Гърция - 19.12.2000 Йерусалим, Израел) -за Рицар на Светата гробница.
- През месец януари 2011 година в Екатеринбург излиза книга, посветена на живота на Борис Елцин. Книгата носи заглавие с името на самия Елцин, а нейни създатели са група журналисти, водени от бившия ръководител на Архивната служба на Русия през 90-те години на XX век – Рудолф Пихоя. Любопитен факт е, че предисловието към книгата е написано лично от тогавашния президент на Руската федерация, а понастоящем неин премиер – Дмитрий Медведев. За основата на книгата са послужили уникални документи, намерени във фонда на Върховния съвет на Русия. Първата партида от книги е дарена на училищни музеи и библиотеки и се разпространява на мероприятията по случай юбилея на бившия президент, който през 2011 г. навършва 80 години.